# جرجير منتفخ
جرجير منتفخ  ويسمى أيضًا جرجير الصحراء و جرجير المثاني أو جرجير (الاسم العلمي: Eruca vesicaria)، هو نبات حولي صالح للأكل من فصيلة الكرنبية تُستخدم أوراقه الطازجة، وهي اللاذعة، مرة، والفلفلية النكه. من أسماءها الشائعة الأخرى جرجير الحدائق (في بريطانيا، وأستراليا، وجنوب إفريقيا، وأيرلندا، ونيوزيلندا). يشتهر على نطاق واسع بوصفه أحد خضروات السلطة، هو نوع من الجرجير موطنه منطقة البحر الأبيض المتوسط، من المغرب والبرتغال في الغرب إلى سوريا ولبنان ومصر وتركيا في الشرق.

## في بعض المناطق

### المغرب
في المغرب تطلق عليها تسمية «الوركية» وتعتبر نوع من الخضروات الورقية وتنمو بالجنوب الشرقي للمغرب تحديدًا، وتعرف استعمالًا واسعة بالمنطقة حيث أن الساكنة تقوم بتحضير الحساء الخاص بمنطقة الجنوب الشرقي (الحريرة الفلالية) والتي تعتبر الوركية عنصرًا أساسيًا لاكتمال وصفة تحضير الحساء، وهناك من يستعملها في تحضير الكسكس كذلك لما لها من فوائد صحية متنوعة.
تحتوي الوركية على نسب عالية من فيتامين ألف وفيتامين سي، كما أنها تحتوي على العديد من المعادن مثل الكالسيوم والحديد والزنك والفوسفور، وهي عناصر مفيدة لمرضى القلب والصدر والسكر والكبد والغدة الدرقية، كما تساعد على التخفيف من تساقط الشعر، وتقي من الإمساك لأنها غنية بالألياف، وتساعد كذلك في معالجة مشكل البرود الجنسي وضعف الانتصاب، دون نسيان أنها عنصر مدر للبول بامتياز.